# Friedrich Wegener
Friedrich Wegener (7 de abril de 1907, Varel - 9 de julio de 1990, Lübeck, [veːɡɐnəɐ̯]) fue un patólogo alemán que se destaca por su descripción de una enfermedad rara originalmente denominada enfermedad de Wegener y ahora denominada granulomatosis con poliangítis. Aunque esta enfermedad se conocía antes de la descripción de Wegener, a partir de la década de 1950 en adelante se la conoció generalmente como granulomatosis de Wegener.

## Segunda Guerra Mundial
En 2006 estuvieron disponibles por primera vez más detalles sobre aspectos de la biografía de Wegener durante el régimen nazi. Wegener se unió al Partido Nazi en 1932. En concreto, era miembro de la Sturmabteilung, una rama paramilitar del partido nazi que participó en conflictos violentos. Como médico militar de relativamente alto rango, pasó parte de la Segunda Guerra Mundial en un consultorio médico cerca del gueto de Lodz, un gueto judío en Łódź, Polonia. Realizó autopsias a los prisioneros de los campos de concentración judíos y las instalaciones en las que trabajaba realizaron experimentos con prisioneros. No hay evidencia directa de la participación activa de Wegener en estos experimentos humanos, pero es probable que estuviera al tanto de ellos. La Comisión de Crímenes de Guerra de las Naciones Unidas tenía un mandato legal contra Friedrich Wegener y el Instituto Polaco para el Enjuiciamiento de Crímenes de Guerra Alemanes confirmó que había aparecido en la lista central de criminales de guerra y sospechosos de seguridad. Wegener fue puesto en libertad sin juicio ya que no se presentaron cargos contra él. 

## Contribución a la medicina
En 1936, Friedrich Wegener describió la enfermedad que  llevó su nombre, la enfermedad de Wegener, como un trastorno sistémico caracterizado por vasculitis aséptica, inflamación granulomatosa y vasculitis que afecta las vías respiratorias superiores e inferiores y los riñones. La granulomatosis con poliangeítis es un trastorno relativamente raro que ocurre en 1/25 000 personas.
Después de que las revelaciones sobre su pasado en el Partido Nazi se hicieran de conocimiento público, la enfermedad se denominó Granulomatosis con poliangeítis (GPA).
El Colegio Americano de Médicos del Tórax (ACCP) otorgó a Wegener el premio de "maestro clínico" en 1989. Después de que se descubriera su pasado nazi en 2000, la ACCP rescindió el premio e hizo campaña para cambiar el nombre de la granulomatosis de Wegener a vasculitis granulomatosa asociada a ANCA. Más recientemente, varias sociedades profesionales, incluido el Colegio Americano de Reumatología, la Liga Europea Contra el Reumatismo y la Sociedad Americana de Nefrología, propusieron el nombre "granulomatosis con poliangeítis" en un editorial de 2011. El nuevo nombre de la afección ahora es ampliamente adoptado en la literatura científica y por instituciones y organizaciones benéficas.
Friedrich Wegener falleció en 1990, a la edad de 83 años, como consecuencia de un accidente cerebrovascular.